# 코스닥협회
코스닥협회(사단법인 코스닥협회, (사)코스닥협회,영어: KOSDAQ Listed Companies Association)는 금융위원회의 인가를 받은 대한민국의 사단법인이다. 또한 자본시장법상 금융투자 관계 단체이다. 초대 회장은 하제준 한국정보통신 회장이며, 코스닥협회의 최초 설립 일자는 1999년 6월 29일이다. 현재 코스닥협회의 회장은 (주)엘오티베큠의 대표이사인 오흥식 회장이다.

## 연혁

### 1999년
- 1999년 6월 17일 코스닥등록법인협의회 구성을 위한 발기인 회의
- 1999년 6월 29일 코스닥등록법인협의회 창립총회 - 초대 하제준 회장 취임

### 2000년
- 2000년 1월 17일 재정경제부로부터 사단법인 설립허가 승인
- 2000년 4월 27일「코스닥등록법인 표준정관」제정/공표
- 2000년 6월 26일 코스닥등록법인을 표상하는 로고 제정/공표
- 2000년 6월 29일「코스닥등록법인 최고경영자 조찬세미나」개설
- 2000년 9월 1일 상담역 위촉(법률, 회계, 세무분야) 및 실무상담실 개설(부성) 자문위원회 구성 및 위촉
- 2000년 10월 25일「방송 IR」첫 방송 실시(한경와우TV)
- 2000년 12월 20일「코스닥등록법인 경영인명록」발간

### 2001년
- 2001년 2월 1일 코스닥등록법인 주주총회 운영 규정, 이사회 운영 규정 재정/공포
- 2001년 4월 1일 국제업무상담역 위촉 및 국제화자문위원회 구성
- 2001년 4월 17일 제 2대 이정수 회장 취임
- 2001년 6월 10일 해외자본시장 시찰 및 연수 실시
- 2001년 10월 16일 재미한국상공회의소(KOCHIM) 벤처자문단 초청간담회 개최
- 2001년 10월 31일 코스닥저널(계간지) 창간
- 2001년 12월 26일 장흥순 회장 직무대행 취임

### 2002년
- 2002년 3월 5일 제 3대 전영삼 회장 취임
- 2002년 3월 8일 코스닥등록법인 표준내부회계관리규정 재정, 공표
- 2002년 5월 3일 제 1대 정강현 상근부회장 취임
- 2002년 9월 24일 사옥이전(증권협회 · 코스닥빌딩 10층)

### 2003년
- 2003년 10월 1일 E-mail News Letter 서비스 개시
- 2003년 10월 30일 코스닥저널(계간지)를 월간지로 전환

### 2004년
- 2004년 3월 26일 지상파 DMB 컨소시엄 구성 및 K-DMB 법인 설립
- 2004년 6월 29일 창립 제 5주년 기념행사 및 제 1회 ‘대한민국 코스닥대상 시상식’ 개최
- 2004년 9월 3일 2004 코스닥 CEO 포럼 개강

### 2005년
- 2005년 1월 27일 ‘코스닥상장법인협의회’로 사명 변경
- 2005년 3월 30일 제 4대 박기석 회장 취임
- 2005년 4월 7일 제 2대 김재찬 상근부회장 취임
- 2005년 5월 2일 사옥 이전(한국증권선물거래소 별관 7층)
- 2005년 7월 1일 M&A 상담센터 개설
- 2005년 9월 5일 2005 코스닥 CEO포럼 개강

### 2006년
- 2006년 4월 17일 제 1회 안면기형아동 후원기금마련 ‘미소사랑자선골프대회’ 개최
- 2006년 6월 28일 코스닥시장 개설 10주년 기념 심포지엄 개최
- 2006년 6월 29일 제 2회 ‘대한민국코스닥대상’ 시상 및 특별세미나 개최
- 2006년 9월 4일 2006 코스닥 CEO 포럼 개강

### 2007년
- 2007년 2월 23일 제 5대 박경수 회장 취임
- 2007년 4월 29일 제 2회 안면기형아동 후원기금마련 ‘미소사랑자선골프대회’ 개최
- 2007년 5월 3일 코스닥 CEO아카데미 창립 총회 및 기념세미나 개최
- 2007년 5월 15일 Clean KOSDAQ 선포식 및 CEO 조찬세미나 개최
- 2007년 7월 16일 코스닥 CEO 아카데미 하계세미나 개최

### 2008년
- 2008년 4월 7일 제 3회 안면기형아동 후원기금마련 ‘미소사랑자선골프대회’ 개최
- 2008년 6월 26일 제 3회 ‘대한민국코스닥대상’ 시상
- 2008년 9월 코스닥상장법인 사회공헌 캠페인 실시
- 2008년 10월 8일 ‘중소벤처기업일자리창출’ 박람회 개최

### 2009년
- 2009년 2월 20일 제 6대 김병규 회장 취임
- 2009년 4월 6일 코스닥 녹색성장기술 사업화 업무협약
- 2009년 4월 6일 코스닥상장 중소기업을 위한 상생협력 금융지원 협약
- 2009년 6월 24일 창립 10주년 기념식 및 제 4회 ‘대한민국코스닥대상’ 시상식
- 2009년 6월 24일 ‘코스닥협회’로 사명변경, CI변경[1]

### 2010년
- 2010년 2월 1일 ‘디딤씨앗 통장’ 갖기 운동 전개
- 2010년 3월 2일 본화조직 ‘1본부(1부 1팀), 2부’ 체제로 확대 개편
- 2010년 4월 12일 코스닥협회 봉사단 발족 및 ‘코스닥 희망나눔 캠페인’참여
- 2010년 4월 15일 코스닥 CEO 대학특강 ‘성공한 코스닥 CEO 도전 스토리’
- 2010년 6월 23일 Green Innovation Forum 개최
- 2010년 11월 24일 2010 KOSDAQ 상장기업 취업박람회 개최

### 2011년
- 2011년 2월 23일 제 12회 정기회원총회 개최
- 2011년 2월 23일 제 7대 노학영 회장 취임
- 2011년 4월 13일 김원식 상근부회장 취임
- 2011년 5월 4일 코스닥저널 100호 특집 발간
- 2011년 6월 29일 제 5회 ‘대한민국 코스닥대상’ 시상식
- 2011년 11월 16일 코스닥협회 홈페이지 개편

### 2012년
- 2012년 2월 15일 제 13회 정기회원 총회 개최
- 2012년 5월 14일 온라인 공시교육과정
- 2012년 7월 2일 본회조직(3부 체제) 개편
- 2012년 9월 27일 미소사랑 후원금 전달 (12개 기관 및 단체)

### 2013년
- 2013년 2월 21일 제 8대 정지완 회장 취임
- 2013년 4월 10일 산업기술연구회와 기술 이전 및 사업화 촉진을 위한 업무협약 체결
- 2013년 5월 30일 제 8회 ‘미소사랑자선골프대회’ 개최
- 2013년 6월 26일 제 6회 ‘대한민국 코스닥대상’ 시상
- 2013년 10월 21일 2014 KOSDAQ상장기업 취업박람회 개최
- 2013년 12월 5일 2014 코스닥 CEO포럼 총동문회 송년의 밤 개최

### 2014년
- 2014년 1월 24일 판교지역 회원사 CEO 간담회 개최
- 2014년 4월 21일 부산지역 회원사 CEO 간담회 개최
- 2014년 5월 9일 자본시장법상 금융투자 관계 단체 허가
- 2014년 5월 30일 제 9회 ‘미소사랑자선골프대회’ 개최
- 2014년 6월 23일 코스닥 3행시 공모전 실시
- 2014년 6월 25일 창립 15주년 기념 코스닥 CEO 조찬 세미나
- 2014년 11월 7일 ‘한국산업단지공단’과 동반성장 업무협약 체결

### 2015년
- 2015년 1월 21일 가산 · 구로지역 회원사 CEO 간담회
- 2015년 2월 11일 제 9대 신경철 회장 취임
- 2015년 2월 12일 코스닥 CEO도전스토리 발간
- 2015년 5월 28일 국회의장 초청 간담회
- 2015년 6월 24일 제 7회 코스닥 대상
- 2015년 11월 3일 천안~아산지역 회원사 CEO 간담회
- 2015년 11월 19일 코스닥 ‘사회공헌백서’ 발간

### 2016년
- 2016년 3월 30일 상장법인대기구 불공정거래 예방을 위한 업무협약 체결
- 2016년 8월 16일 상장사·애널리스트 간 정기협의체 출범
- 2016년 10월 15일 2016 KOSDAQ Baseball Challenge 개최
- 2016년 10월 17일 코스닥 CEO 도전스토리2 발간
- 2016년 11월 7일 '한국산업단자공단'과 동반성장 업무협약 체결
- 2016년 12월 27일 자본시장 불공정거래 예방을 위한 상장법인 컴플라이언스 컨설팅 업무협약 체결

### 2017년 ~
- 2017년 2월 23일 제10대 김재철 회장 취임
- 2019년 2월 26일 제11대 정재송 회장 취임
- 2021년 2월 24일 제12대 장경호 회장 취임
- 2023년 2월 22일 제13대 오흥식 회장 취임

## 목적
코스닥협회는 코스닥 시장의 건전한 발전과 투자자 보호를 목적으로 하는 단체이다.

## 주요 사업

### 연구 · 정책 건의 사업
- 정책개발 및 규제 완화 건의
- 회원사의 실무능력 제고
- 신성장동력 지원사업
- 해외진출 및 자금 지원사업
- 기술 · 연구인력 지원사업

### 코스닥브랜드제고 및홍보·IR지원 사업
- 대한민국 코스닥대상 시상
- 코스닥 국민경제 기여도 분석 및 이슈보고서 발간
- 회원사 홍보 지원사업
- 회원사 IR 지원사업
- 회원사 임직원의 실무능력 제고를 위한 연수사업
- 온라인 연수 실시
- 제 · 개정된 규정 및 제도에 대한 설명회 개최

### 코스닥CEO및 임원네트워크구축지원사업
- 코스닥 최고경영자 조찬세미나
- 코스닥 지역별 CEO 간담회
- 코스닥 홍보 · IR 전략 세미나
- 코스닥 홍보 · IR 포럼 및 실무자 워크숍
- 코스닥 공시담당자 간담회
- 코스닥CEO포럼
- 코스닥CEO포럼 총동문회

### 코스닥사회공헌사업
- 미소사랑후원회
  - 후원대상기관 : 한림화상재단, 서울성모병원, 서울대어린이병원후원회, 서울시립어린이병원 등
- KOSDAQ상장기업 취업박람회
- 디딤씨앗통장 후원

## 같이 보기
- 코스닥
- 상장법인
- 한국거래소
- 금융위원회